# Václav Měřička
 (février 2020).
Si vous disposez d'ouvrages ou d'articles de référence ou si vous connaissez des sites web de qualité traitant du thème abordé ici, merci de compléter l'article en donnant les références utiles à sa vérifiabilité et en les liant à la section « Notes et références ».
Václav August Měřička (né le 18 janvier 1916 à Česká Skalice et mort le 15 juin 2001 à Prague) est un phalériste tchèque. 

## Biographie
Měřička est le fils d'un professeur d'université à Prague. Il fréquente l'école primaire allemande et un lycée tchèque. En raison de la mort prématurée de ses parents, son oncle August Kordina reprend son éducation. Il est le médecin personnel du prince Frédéric de Schaumbourg-Lippe. Avec son fils Léopold (1912-2006), Měřička reçoit une excellente formation d'équitation. Il entre dans l’armée tchécoslovaque en 1935 en tant que dragon jusqu’à ce qu’il prenne sa retraite de capitaine après des interruptions en 1947. 
Il travaille ensuite au service de politique étrangère du Parlement et du gouvernement tchèque. En raison des voyages associés dans d'autres pays ainsi que d'amis et de sponsors, Měřička collecte une extraordinaire collection de médailles et de décorations en plus de sept décennies. En 1998, il remet la collection composée de 3145 objets de haute qualité et plus de 600 œuvres de sa bibliothèque phaléristique au Musée national de Prague. 
Le mérite spécial de Měřička réside dans son travail en tant qu'auteur de la première démolition de la phaléristique en tant que discipline scientifique et en tant que zone de collecte. À partir du milieu des années 1960, il publie un grand nombre de publications et d'articles spécialisés en tchèque, allemand, anglais et français.

## Publications
- Orden und Auszeichnungen. Übersetzt von Hans Gaertner, bearbeitet von Fritz Kunter, Fotos von Josef Fiala, Artia, Praha 1966, DNB 577280384.
- Faleristik. Ein Buch über Ordenskunde. Übersetzt von Robert Fenzl, Fotos von Jindřich Marco, Artia, Prag 1976.
- Das Buch der Orden und Auszeichnungen. Fotos Jindřich Marco, übersetzt von Robert Fenzl, Dausien, Hanau 1976,  (ISBN 3-7684-1680-1).
- Orden und Ehrenzeichen der österreichisch-ungarischen Monarchie. übersetzt von Robert Fenzl, Schroll, Wien/München 1974,  (ISBN 3-7031-0356-6).
- Medaile Jana Zižky z Trocnova. mit Václav Plášil, Československá Společnost Přátel Drobné Plastiky, Praha 1967, DNB 575392207.